# 札幌市立福井野小学校
札幌市立福井野小学校（さっぽろしりつ ふくいのしょうがっこう）は、札幌市西区に所在する公立小学校である。
1979年（昭和54年）3月24日、札幌市立西野小学校を母体として開校。
年に一度公開する、全校生徒演奏の和太鼓オーケストラ「五天山ものがたり」で知られる。

## 教育目標
「未来を開き　豊かな心を持つ子供の育成」
1. やさしい心 - 生命を尊重し、人間的な優しさをもつ
2. たくましい体 - 困難に立ち向かっていく強い心と体をもつ
3. 豊かな知恵 - 生きて働く知性あと豊かな情操をもつ
4. すこやかな友情 - 心と開きあい、いつまでも続く確かな友情を持つ

## 校区
- 札幌市立福井野中学校
- 小別沢(一部)
- 福井
- 平和(一部)

## 年間行事

### 平成28年度
- 4月6日：入学式・着任式
- 4月20日 - 4月26日：家庭訪問
- 5月2日：全校朝会（1回目）
- 5月28日：運動会
- 7月2日：太鼓発表会
- 7月26日 - 8月19日：夏季休業
- 9月2日：全校朝会（2回目）
- 9月30日：通知表配布
- 10月29日：学習発表会
- 11月4日：全校朝会（3回目）
- 12月24日 - 1月17日：冬季休業
- 2月2日：全校朝会（4回目）
- 2月10日：一日入学・入学説明会
- 3月17日：卒業証書授与式
- 3月24日：修了式・離任式

- 3月26日 - 4月5日：春季休業

## 生徒人数
注意　このグラフは300人を0人としています。
- 2011年 334人
- 2012年 339人
- 2013年 321人
- 2014年 317人
- 2015年 322人
- 2016年 315人